# Bob Laycock
Bob Laycock (* 28. September 1956) ist ein ehemaliger kanadischer Eishockeyspieler.

## Karriere
Von der Mannschaft der University of Calgary kommend, wechselte er mit seinem Bruder Robin Laycock im Sommer 1979 nach Deutschland zum EHC Straubing in die 2. Bundesliga. Nach einer erneuten Saison in Straubing, wechselte er – wie sein Bruder – in die Bundesliga zum EV Landshut, wo er 1983 Deutscher Meister wurde. Nach der Saison 1983/84 beendete er seine Karriere.